# Немержанська сільська рада
Немержанська сільська́ ра́да (біл. Немяржанскі сельсавет) — адміністративно-територіальна одиниця у складі Дорогичинського району Берестейської області Білорусі. Адміністративний центр — село Немержа.

## Склад ради
Населені пункти, що підпорядковувалися сільській раді станом на 2009 рік:
| Населений пункт | Тип  | Населення, осіб (2009) |
| --------------- | ---- | ---------------------- |
| Алексієвичі     | село | 505                    |
| Всходи          | село | 19                     |
| Лесники         | село | 118                    |
| Немержа         | село | 282                    |
| Переспа         | село | 58                     |
| Скрипелі        | село | 22                     |
| Тиневичі        | село | 86                     |

## Населення
За переписом населення Білорусі 2009 року чисельність населення сільської ради становила 1090 осіб.

### Національність
Розподіл населення за рідною національністю за даними перепису 2009 року:
| Національність | Осіб | Відсоток |
| -------------- | ---- | -------- |
| білоруси       | 1031 | 94,59 %  |
| українці       | 44   | 4,04 %   |
| росіяни        | 14   | 1,28 %   |
| мордва         | 1    | 0,09 %   |
| Разом          | 1090 | 100 %    |